# 윈도우 라이브 스페이스
윈도우 라이브 스페이스(Windows Live Spaces)는 마이크로소프트의 블로그, 소셜 네트워킹 플랫폼이다. 이 플랫폼은 MSN 스페이스라는 이름의 사이트로 2004년에 처음 공개되었으며, 마이스페이스, Bebo, 야후! 360도와 같은 서비스와 경쟁한다. 윈도우 라이브 스페이스는 2007년 8월 기준으로, 한 달에 2천 7백만 명의 순수 방문객들이 방문하였다는 통계가 있다. 원드라이브에 통합되었다.

## 기본 기능
- 블로그 - 트랙백, RSS, 댓글 지원
- 사진 - 음반, 댓글, RSS 지원
- 목록 - 음악 목록, 영화 목록, 서적 목록, RSS 지원
- 친구 - 친구에 태그, 노트, RSS 지원
- 프로필 - 기본 정보, 개인 정보, 작업 정보
- 방명록 - 방문자가 공간에 댓글을 쓰는 기능

## 같이 보기
- 윈도우 라이브
- 윈도우 라이브 스페이스 모바일

## 참조
1. ↑  Social networks | Face to interface | Economist.com